# Germasogeia
Germasogeia (em grego:  Γερμασόγεια) é uma cidade localizada no distrito de Limassol, com população de 13,421 habitantes pelo census de 2011.